# Chiesa di Santa Maria Assunta (Piazzolo)
La chiesa di Santa Maria Assunta è il principale luogo di culto cattolico di Piazzolo in provincia e diocesi di Bergamo; fa parte del vicariato di Branzi-Santa Brigida-San Martino oltre la Goggia.

## Storia
La chiesa fu edificata nel Quattrocento raggiungendo l'autonomia il 22 settembre 1446 con decreto del vescovo di Bergamo Polidoro Foscari smembrandosi dalla chiesa parrocchiale di San Martino di Piazza Brembana. I parrocchiani avevano obbligo di versare alla chiesa di San Martini venti soldi imperiali ogni anno, questo almeno fino al 1751.
La chiesa fu visita dall'arcivescovo di Milano Carlo Borromeo i l7 ottobre 1575. Dagli atti delle visita risulta che godeva del giuspatronato dei vicini, aveva tre altari mancanti del tabernacolo per questo non conservata l'eucarestia e priva dal sacerdote malgrado vi fosse la canonica vicina. Il Borromeo ordinò che fosse modificato e rimpicciolito l'altare maggiore e demolire i due laterali entro tre giorni. La chiesa rimase per molto tempo senza il sacerdote a causa della povertà del territorio e dei pochi abitanti.
La torre campanaria fu edificata nel 1725 in porfiroide rossa. Nella seconda metà del Settecento, la chiesa fu rimodernata con una completa ricostruzione a opera del capomastro Costanzo Moroni. Il nuovo edificio fu consacrato il 16 ottobre 1776 ddl vescovo della diocesi di Aureliopoli di Lidia Antonio Maria Ambiveri, che lo intitolò all'Assunzione di Maria al cielo.
La chiesa fu visitata il 2 luglio 1780 dal vescovo Giovanni Paolo Dolfin. La relazione indica che nella parrocchiale vi erano istituite le scuola del Santissimo Sacramento con due sindaci che gestivano l'altare maggiore, la scuola del Santissimo Rosario che gestiva l'altare dedicato alla Madonna del Rosario, e la scuola della Dottrina cristiana. La chiesa era retta da un curato coadiuvato da un cappellano.
Il vescovo di Bergamo Giulio Oggioni consacrò il nuovo altare rivolto verso il popolo rispondente all'adeguamento liturgico, realizzato dalla ditta Comana, facendo dono delle reliquie dei santi Alessandro di Bergamo, Giovanni Bosco, Bartolomea Capitanio, Vincenza Gerosa e il beato Luigi Maria Palazzolo che furono sigillate nella nuova mensa eucaristica.
Con decreto del 27 maggio 1979 il medesimo vescovo Giulio Oggioni inserì la chiesa nel vicariato di Branzi-Santa Brigida-San Martino oltre la Goggia.

## Descrizione

### Esterno
L'edificio di culto è posto sulla piazza centrale della località preceduto da tre gradini che accompagnano al piccolo sagrato pavimentato in ciottolato. la facciata tripartita da lesene e contro-lesene è divisa da una cornice marcapiano in due ordini. Nella parte inferiore centrale vi è l'ingresso principale preceduto da cinque gradini completo di paraste e architrave in granito strizzo rosso e con lo stemma vescovile posto nella parte superiore. La sezione laterale sinistra vi è la lapide commemorativa dei caduti delle due conflitti mondiali. Nell'ordine superiore vi è la finestra rettangolare atta a illuminare l'aula con contorno sagomato dove è posto il cartiglio con la dedicazione della chiesa. La facciata termina con le due falde lignee del tetto.
Il campanile in pietra porfiroide rossa conserva l'orologio meccanico del 1938 completo di incastellatura in legno e campane che conservano l'antica inceppatura in legno, con meccanismo manuale funzionante oggetto di continua manutenzione e lavori di conservazione.

### Interno
L'interno a pianta rettangolare a unica navata, si divide da lesene in tre campate. Le lesene sono complete di zoccolatura in marmo e capitelli d'ordine corinzio sorreggono il cornicione da dove d'imposta la volta a botte. La prima campata a sinistra è dedicata alla zona penitenziale con i confessionali. La seconda campata presenta l'ingresso secondario a sinistra e il pulpito ligneo nella parte corrispondente.
L'altare dedicato al Sacro Cuore di Gesù è collocato nella terza campata sinistra mentre corrispondente a destra quello dedicato alla Madonna del Santo Rosario.
La zona presbiteriale, rialzata da quattro gradini a pianta rettangolare, è di misura leggermente inferiore rispetto all'aula e ha la volta a botte. Termina con l'abside coperta da catino. Conserva il dipinto di Carlo Ceresa raffigurante il Battesimo di Gesù nelle acque del Giordano che è una riproposizione del dipinto del medesimo artista conservato nella chiesa di Villa d'Adda.
Sulla controfacciata è conservato l'organo con la cantoria lignea. Della sua collocazione rimane un primo progetto del 12 febbraio 1840 rogato su carta intestato Girolamo e Adeodato quandam Carlo Faccicatori d'organi nonché fratello dell'allora parroco Giuseppe. Gli organai abitavano nell'antico Borgo Canale di Bergamo. Della sua installazione vi sono i documenti riportati dallo storico Girolamo Luigi Calvi.